# Drip (BABYMONSTER歌曲)
Drip是南韓女子團體BABYMONSTER的歌曲，收錄於第一張錄音室專輯《Drip》並作為該專輯的主打歌曲，在2024年11月1日由YG娛樂發行。

## 背景
2024年1月24日，YG娛樂執行長梁鉉錫透露BABYMONSTER將在4月1日發行第一張迷你專輯，並計畫在之後發行首張正規專輯。5月19日，梁鉉錫宣布BABYMONSTER將在7月初發行一首作為全新錄音室專輯的先行單曲，而這首先行單曲即為Forever，於7月1日發行。10月8日，YG娛樂宣布BABYMONSTER將在11月1日發行第一張錄音室專輯《Drip》，同時公布該專輯的曲目列表並將Drip指定為該專輯的主打歌曲。另外，梁鉉錫也在公告影片中透露，大多數曲目的預告將在接下來幾週內發布，但主打歌不會發布預告。隨後，這首歌曲在11月1日連同音樂錄影帶正式發布。

## 歌曲介紹
Drip由桑德拉‧威爾克斯特羅、YG、Airplay、Masta Wu、Choice37和Sonny作詞，由桑德拉‧威爾克斯特羅、BIGBANG成員G-Dragon、Airplay和Illjun作曲，而Airplay和Illjun亦和YG共同編曲，這首歌曲長3分鐘，以每分鐘120拍的速度呈現這首升F大調歌曲。梁鉉錫形容這首歌為一首適合跳舞的嘻哈歌曲，成員們的表演充滿激情。《告示牌》記者傑夫·本傑明（Jeff Benjamin）將這首歌描述為一首強大的韓國流行音樂盛宴，融合了舞曲流行、嘻哈、電子舞曲和強勁的流行風格。《IZM》評論員鄭基業（정기엽）將其描述為在電子舞曲節奏中帶有一種昂首闊步的氣氛，而Ahyeon則演唱這首歌曲的三段高音。

## 音樂錄影帶
BABYMONSTER成員Rora解釋說，Drip的音樂錄影帶以即興舞蹈和輕鬆的氛圍為特色，成員們玩得很開心，而不是專注於激烈的舞蹈編排。Rora也補充說明上一首Sheesh採用赤裸裸的嘻哈風格，而Drip則是以更輕鬆愉快的嘻哈風格，體現YG娛樂的製作風格。

## 榜單表現
| 排行榜（2024–2025年）          | 最高 排名 |
| ------------------------------ | --------- |
| 全球（告示牌全球二百大單曲榜） | 30        |
| 香港（告示牌）                 | 2         |
| 印尼（告示牌）                 | 10        |
| 日本（日本告示牌百大單曲榜）   | 26        |
| 日本（Oricon單曲合算榜）       | 25        |
| 馬來西亞（告示牌）             | 3         |
| 馬來西亞（RIM國際歌曲榜）      | 3         |
| 荷蘭（四十強單曲榜）           | 32        |
| 紐西蘭（RMNZ熱門單曲榜）       | 10        |
| 新加坡（RIAS）                 | 7         |
| 南韓（Circle數位榜）           | 10        |
| 台灣（告示牌）                 | 3         |

| 排行榜（2025年）     | 最高 排名 |
| -------------------- | --------- |
| 南韓（Circle數位榜） | 13        |

## 銷售認證
| 地區                 | 认证 | 认证单位/销量 |
| 串流                 | 串流 | 串流          |
| -------------------- | ---- | ------------- |
| 日本（日本唱片協會） | 金   | 50,000,000†   |
| †僅含認證的銷量      |      |               |

## 發行歷史
| 地區 | 日期          | 格式                  | 廠牌 |
| ---- | ------------- | --------------------- | ---- |
| 全球 | 2024年11月1日 | 數位音樂下載 串流媒體 | YG   |